# Zatorze (Biała Piska)
Zatorze [zaˈtɔʐɛ] ist ein kleiner Ort in der polnischen Woiwodschaft Ermland-Masuren, der zur Gmina Biała Piska (Stadt- und Landgemeinde Bialla, 1938 bis 1945 Gehlenburg) im Powiat Piski (Kreis Johannisburg) gehört.
Zatorze liegt im südlichen Osten der Woiwodschaft Ermland-Masuren, 16 Kilometer östlich der Kreisstadt Pisz (deutsch Johannisburg).
Über die Gründung und Geschichte der Kolonie (polnisch Kolonia) am Stadtrand von Biała Piska liegen keine Nachrichten und Belege vor, auch nicht, ob sie vor 1945 einen deutschen Namen hatte. Möglich ist, dass der kleine Ort erst nach 1945 entstanden ist. Er ist eine unselbständige Ortschaft im Verbund der Stadt- und Landgemeinde Biała Piska innerhalb des Powiat Piski.
Kirchlich gehört Zatorze zur römisch-katholischen Pfarrei in Biała Piska im Bistum Ełk der Römisch-katholischen Kirche in Polen sowie zur evangelischen Kirchengemeinde in Biała Piska, einer Filialgemeinde der Pfarrei Pisz in der Diözese Masuren der Evangelisch-Augsburgischen Kirche in Polen.
Zatorze liegt nur wenige hundert Meter vom Stadtzentrum Biała Piskas entfernt. In der Stadt befindet sich auch die nächste Bahnstation und liegt an der Bahnstrecke Olsztyn–Ełk  (deutsch Allenstein–Lyck).